# Llista de túnels ferroviaris dels Pirineus Orientals
La llista dels túnels ferroviaris dels Pirineus Orientals comprèn tant els túnels ferroviaris de línies convencionals de transport de viatgers, com els construïts per al servei d'explotacions mineres, i únicament recull túnels situats a l'Alta Cerdanya, el Conflent, el Rosselló i el Vallespir; a la Fenolleda no n'hi ha cap. La forma catalana dels noms dels túnels es basa en el Nomenclàtor toponímic de la Catalunya del Nord i, pels topònims que no apareixien en aquest, en la cartografia de l'IGN francès.
| Nom del túnel                                      | Data d'entrada en servei | Longitud en metres | Línia                                                | Municipi                            | Coordenades de les boques                                                                                       |
| -------------------------------------------------- | ------------------------ | ------------------ | ---------------------------------------------------- | ----------------------------------- | --- |
| Tresserra LAV (salt de moltó)                      | 2009                     | 252                | LAV Perpinyà-Figueres                                | Tresserra                           | N: 42° 33′ 37″ N, 2° 51′ 04″ E / 42.560278°N,2.851144°E S: 42° 33′ 29″ N, 2° 51′ 05″ E / 42.558194°N,2.851333°E |
| el Pertús Oest                                     | 2009                     | 8.171              | LAV Perpinyà-Figueres                                | Montesquiu d'Albera i la Jonquera   | N: 42° 31′ 17″ N, 2° 51′ 33″ E / 42.52142°N,2.859034°E S: 42° 26′ 46″ N, 2° 51′ 42″ E / 42.446068°N,2.861747°E  |
| el Pertús Est                                      | 2009                     | 8.171              | LAV Perpinyà-Figueres                                | Montesquiu d'Albera i la Jonquera   | N: 42° 31′ 17″ N, 2° 51′ 34″ E / 42.521258°N,2.859362°E S: 42° 26′ 45″ N, 2° 51′ 43″ E / 42.445969°N,2.862009°E |
| Creu de la Força                                   | 1866                     | 562                | Línia 2 TER Llenguadoc Rosselló                      | Cotlliure                           | N: 42° 31′ 51″ N, 3° 04′ 18″ E / 42.530907°N,3.071672°E S: 42° 31′ 40″ N, 3° 04′ 37″ E / 42.527697°N,3.076995°E |
| Fort de Sant Elm                                   | 1867                     | 842                | Línia 2 TER                                          | Cotlliure                           | N: 42° 31′ 10″ N, 3° 05′ 18″ E / 42.519555°N,3.088253°E S: 42° 30′ 52″ N, 3° 05′ 45″ E / 42.514421°N,3.095739°E |
| Gare Maritime nº 1                                 |                          | 296                | Portvendres-Port                                     | Portvendres                         | O: 42° 30′ 48″ N, 3° 06′ 33″ E / 42.513267°N,3.109276°E E: 42° 30′ 48″ N, 3° 06′ 46″ E / 42.513413°N,3.112645°E |
| Gare Maritime nº 2 (fals túnel)                    |                          | 31                 | Portvendres-Port                                     | Portvendres                         | O: 42° 30′ 49″ N, 3° 06′ 47″ E / 42.513723°N,3.113029°E E: 42° 30′ 51″ N, 3° 06′ 48″ E / 42.514031°N,3.113325°E |
| carretera de Banyuls (fals túnel)                  |                          | 26                 | Línia 2 TER                                          | Portvendres                         | |
| les Portes                                         | 1875                     | 404                | Línia 2 TER                                          | Portvendres                         | |
| Pere Carnera                                       | 1875                     | 397                | Línia 2 TER                                          | Portvendres i Banyuls de la Marenda | |
| les Elmes                                          | 1878                     | 84                 | Línia 2 TER                                          | Banyuls de la Marenda               | |
| Perafita                                           | 1878                     | 1.231              | Línia 2 TER                                          | Banyuls de la Marenda               | |
| Canadell                                           | 1878                     | 96                 | Línia 2 TER                                          | Cervera de la Marenda               | |
| els Belitres                                       | 1878                     | 1.064              | Línia 2 TER                                          | Cervera de la Marenda i Portbou     | |
| els Belitres borni (túnel de maniobres en atzucac) |                          | 150                | Línia 2 TER                                          | Cervera de la Marenda               | |
| el Pla de Llaurà                                   | 1927                     | 380                | Tren groc                                            | Enveig i Ur                         | |
| la Badallosa o del Badell                          | 1911                     | 106                | Tren groc                                            | Sallagosa                           | |
| Coll de Rigat (galeria de protecció)               |                          | 121                | Tren groc                                            | Sallagosa                           | |
| Vià                                                | 1911                     | 77                 | Tren groc                                            | Font Romeu, Odelló i Vià            | |
| Sant Pere dels Forcats                             | 1910                     | 64                 | Tren groc                                            | Sant Pere dels Forcats              | |
| Planès                                             | 1910                     | 337                | Tren groc                                            | Sant Pere dels Forcats i Planès     | |
| Terra Blanca                                       | 1910                     | 152                | Tren groc                                            | Sautó                               | |
| el Pallat                                          | 1910                     | 122                | Tren groc                                            | Sautó                               | |
| Coste Littge                                       | 1910                     | 56                 | Tren groc                                            | Sautó                               | |
| Nabella                                            | 1910                     | 63                 | Tren groc                                            | Sautó                               | |
| el Castanyal                                       | 1910                     | 159                | Tren groc                                            | Sautó i Fontpedrosa                 | |
| l'Oratori                                          | 1910                     | 94                 | Tren groc                                            | Fontpedrosa                         | |
| la Devesa                                          | 1910                     | 292                | Tren groc                                            | Fontpedrosa                         | |
| Lio                                                | 1910                     | 119                | Tren groc                                            | Fontpedrosa                         | |
| Moles                                              | 1910                     | 97                 | Tren groc                                            | Fontpedrosa                         | |
| Sant Romà                                          | 1910                     | 203                | Tren groc                                            | Fontpedrosa                         | |
| Sanç 2                                             | 1910                     | 120                | Tren groc                                            | Nyer                                | |
| Sanç 1                                             | 1910                     | 55                 | Tren groc                                            | Nyer                                | |
| Nyer                                               | 1910                     | 137                | Tren groc                                            | Nyer                                | |
| Lassades (galeria de protecció)                    |                          | 52                 | Tren groc                                            | Soanyes                             | |
| Ventafarines                                       | 1884                     | 177                | Línia 12 TER Llenguadoc Rosselló                     | Vinçà                               | |
| Sant Pere de Bell-lloc (abandonat)                 | 1884                     | 125                | Prada-Perpinyà Traçat antic                          | Vinçà i Rodès                       | |
| Sainte Anne                                        | 1884                     | 374                | Línia 12 TER                                         | Rodès i Bulaternera                 | |
| sense nom (abandonat)                              | ca 1900                  | 43                 | Rià-Mas del Camp Antic ferrocarril miner             | Cornellà de Conflent                | |
| Saint Clément (abandonat)                          | ca 1900                  | 260                | Rià-Mas del Camp Antic ferrocarril miner             | Cornellà de Conflent                | |
| Mas Bénessac (tancat)                              | ca 1900                  | 410                | Mas del Camp-Saorra Antic ferrocarril miner          | Vernet i Fullà                      | |
| el Vilar de Reiners (via verda)                    | 1898                     | 66                 | Antiga línia Elna-Arles                              | Reiners                             | |
| Civadera o dels Banys (tancat)                     | 1898                     | 180                | Antiga línia Elna-Arles                              | Els Banys i Palaldà                 | |
| Arles (tancat)                                     | 1898                     | 115                | Antiga línia Elna-Arles                              | Arles                               | |
| sense nom                                          | 1907                     | 15                 | Mines de Rapaloum-Formentera Antic ferrocarril miner | La Bastida                          | |
| els Menerots 1 (pas de vianants)                   | 1907                     | 15                 | Mines de Rapaloum-Formentera Antic ferrocarril miner | La Bastida                          | |
| els Menerots 2 (pas de vianants)                   | 1907                     | 10                 | Mines de Rapaloum-Formentera Antic ferrocarril miner | La Bastida                          | |
| sense nom (pas de vianants)                        | 1907                     | 10                 | Mines de Rapaloum-Formentera Antic ferrocarril miner | La Bastida                          | |